# That Girl (Marques Houston)
That Girl è il primo singolo di Marques Houston ad essere estratto dal suo album d'esordio MH, sul mercato statunitense. Nel Regno Unito il singolo di debutto di Houston è stato Clubbin'.
That Girl era stata inizialmente pensata per Ne-Yo, ma la Columbia Records preferì dare il brano a Marques Houston. Il singolo fu il primo della sua carriera ad entrare nella Billboard Hot 100, raggiungendo la posizione numero 63.
Il video musicale di That Girl è stato girato a Los Angeles nel febbraio 2003 e vede la partecipazione dell'attrice Tanee McCall, che aveva lavorato con Marques Houston nel film SDF Street Dance Fighters.

## Tracce
1. That Girl (Radio Edit)
2. That Girl (Video Version)
3. That Girl (Instrumental)
4. That Girl (Acapella)

## Classifiche
| Classifica (2003)                    | Posizione più alta |
| ------------------------------------ | ------------------ |
| U.S. Billboard Hot 100               | 63                 |
| U.S. Billboard Hot R&B/Hip-Hop Songs | 24                 |
| Rhythmic Top 40                      | 26                 |